# Питерс, Дэн
Дэниел Джо Питерс (англ. Daniel Joe Peters; 18 августа 1967) — американский барабанщик, наиболее известен как участник гранж-группы Mudhoney.
Когда ему было пятнадцать лет, он присоединился к гранж-группе Bundle of Hiss. После неё он начал играть в группе Mudhoney, что и делает до сих пор.
Он также играл на барабанах в группе Nirvana, а также выпустил с ними сингл «Sliver». Вживую Дэн Питерс выступал с Nirvana только на единственном концерте, который прошёл 22 сентября 1990 года в Сиэтле. После он был заменён Дэйвом Гролом и вновь начал играть с Mudhoney.
Питерс также играл на барабанах с такими группами, как Screaming Trees и Black Sheep

## Дискография

### С группой Mudhoney
- Superfuzz Bigmuff (1988)
- Mudhoney (1989)
- Every Good Boy Deserves Fudge (1991)
- Piece of Cake (1992)
- Five Dollar Bob's Mock Cooter Stew (1993)
- My Brother the Cow (1995)
- Tomorrow Hit Today (1998)
- Since We've Become Translucent (2002)
- Under a Billion Suns (2006)
- The Lucky Ones (2008)

### С группой Nirvana
- Sliver (1990) — сингл
- Incesticide (1992) (только «Sliver»)